# L'Haÿ-les-Roses
L'Haÿ-les-Roses är en kommun i departementet Val-de-Marne i regionen Île-de-France i norra Frankrike. Kommunen ligger i kantonen L'Haÿ-les-Roses som tillhör arrondissementet L'Haÿ-les-Roses. År 2022 hade L'Haÿ-les-Roses 31 338 invånare.
Avståndet till Paris centrum är 8,5 kilometer. L'Haÿ-les-Roses är en sous-préfecture i departementet Val-de-Marne.

## Kommunens namn
Ursprungligen kallades denna kommun endast L'Haÿ. Den första dokumentationen finns i ett dokument från 798 av Karl den store och staden kallades då Laiacum, vilket även har stavats Lagiacum, som betyder "Lagius egendom". Lagius var en gallo-romersk markägare. Namnet förkortades senare till Lay, Lahy och slutligen L'Haÿ.
I maj 1914 blev kommunens namn officiellt L'Haÿ-les-Roses med anledning av L'Haÿs rosengård.

## L'Haÿs rosengård

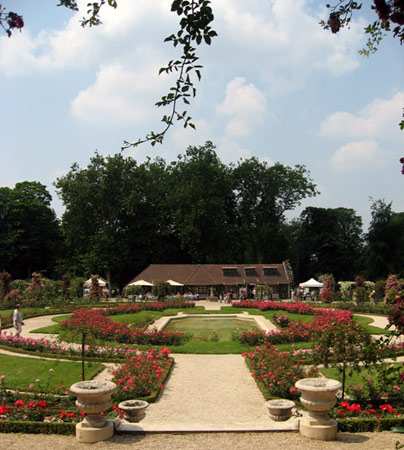
L'Haÿs rosengård

L'Haÿs rosengård är belägen på rue Albert Watel. Rosengården anlades 1899 av landskapsarkitekten Édouard François André och rosodlaren Jules Gravereaux. Trädgården anlades enbart för rosorna.
Rosengården är indelad i tretton delar och har idag totalt 13 100 rosenbuskar av 3 200 arter och varieteter. På den ena sidan finns nutida rosor, den formella rosengården med en damm finns i mitten och på andra sidan finns gammaldags och klassiska rosor.

## Transport
Det finns ingen station för Paris metro, pendeltåg eller annan spårbunden trafik i L'Haÿ-les-Roses. Den närmaste pendeltågsstationen finns i Bourg-la-Reine, 1,7 kilometer från L'Haÿ-les-Roses centrum.

## Befolkningsutveckling
Antalet invånare i kommunen L'Haÿ-les-Roses
| Referens: INSEE |

## Kända personer
- Michel Eugène Chevreul (1786-1889), kemist
- Franck Lagorce (1968), racerförare